# Dubravko Pavličić
Dubravko Pavličić (Zagreb, Yugoslavia (actual Croacia), 28 de noviembre de 1967 - Alicante, 4 de abril de 2012) fue un futbolista croata. Jugó de defensa en la Selección de fútbol de Yugoslavia y posteriormente en la de Croacia. Jugó en Primera División de España con el Hércules CF y la UD Salamanca.

## Trayectoria
Sobre el terreno de juego solía actuar de defensa central aunque también lo hizo el alguna ocasión como centrocampista, realizando tareas de contención. Dominaba el juego aéreo y se incorporaba con frecuencia al centro del campo y al ataque. Al ser un jugador defensivo solía acabar las temporadas con gran cantidad de amonestaciones y expulsiones.

### Hércules CF
Conocido deportivamente en el fútbol español como Pavlicic, posee unos excelentes registros en el equipo alicantino del Hércules CF. El equipo herculano pagó por él 15 millones de pesetas al HNK Rijeka en 1994. En su primera temporada, el equipo quedó 9.º en Segunda División de España, Dubravko jugó 27 partidos y materializó un gol. Su segunda temporada en el club sería la de su consagración, jugó 30 partidos, logró un gol y el Hércules logró el ascenso a Primera División consiguiendo el campeonato de liga. Tras su gran temporada en Alicante, "Dubo" (como así le apodaban sus compañeros y aficionados del Hércules CF), disputó la Eurocopa 1996 celebrada en Inglaterra con la Selección Croata. Tras la eurocopa, realizó una notable temporada 1996/97 en su estreno en Primera División. Debutó en la Primera División de España el 1 de septiembre de 1996, en un Hércules CF-CF Extremadura (2-1), disputó el encuentro completo. Aunque el Hércules descendió como 21.º en una adulterada composición de la Liga con 5 descensos, sus estadísticas fueron excelentes: 38 partidos jugados y 6 goles anotados, dato llamativo en un defensa central.

### UD Salamanca
En 1997, el Hércules CF le dejó fichar por el Salamanca por la misma cantidad de dinero (15 millones de pesetas) que el Hércules CF pagó por él 3 años atrás. Jugó su primer partido en la UD Salamanca en Primera, el 31 de agosto de 1997, ante el Racing de Santander en los Campos de Sport de El Sardinero (1-0), en esa campaña jugó 24 encuentros. Durante la temporada 1998/99 no jugó en el equipo hasta después de la destitución del entrenador argentino Miguel Ángel Russo. En esa temporada su primer encuentro fue el UD Salamanca-Real Oviedo (1-1), disputado el 17 de enero de 1999. Josu Ortuondo debutó en el banquillo charro y Pavlicic marcó su primer y único gol con el Salamanca, actuó en 18 partidos y los salmantinos descendieron a Segunda División. En la temporada 1999/00 la UD Salamanca estuvo muy cerca del ascenso a Primera División, quedó en 4.º lugar y el jugador zagrebí jugó 15 partidos.

### Racing Club de Ferrol y retirada profesional
Fichó por el Racing Club de Ferrol en la temporada 2000/01. En el club ferrolano jugó en Segunda División, categoría en la que no militaba desde la temporada 1978/79. Dubravko completó una decente temporada con 29 partidos jugados y 2 goles marcados. El Racing de Ferrol consiguió la permanencia (el gol que la aseguró lo marcó él precisamente) pero no le renovó.
Tras su etapa en Ferrol, fijó su residencia en Alicante y ya con 33 años decidió poner fin a su carrera profesional al encontrar muchas dificultades para encontrar equipo en España al ocupar plaza de extracomunitario. En la temporada 2001/02 estuvo entrenando con el Mutxamel CF de Regional Preferente a las órdenes del entrenador Juan Antonio Carcelén con el fin de encontrar equipo en el mercado de invierno. Tras esto, abrió un negocio en Alicante y en la temporada 2002/03 jugó con el Sporting Plaza de Argel (equipo de la plaza de Argel del barrio alicantino de Virgen del Remedio) en la categoría más baja del fútbol español, la Segunda Regional. Pavlicic no terminó la temporada porque se fracturó la tibia y el peroné en un accidente de motocicleta. El Sporting Plaza de Argel quedó campeón de su grupo y ascendió a Primera Regional de la Comunidad Valenciana.
Tras dejar el fútbol profesional, regentó un lavadero de coches en la ciudad de Alicante y su hijo, Tin Pavlicic jugó en las categorías inferiores del Hércules Club de Fútbol, el Alcoyano y actualmente juega en Croacia.

### Fallecimiento
Pavličić falleció el 4 de abril de 2012 en el Hospital General Universitario de Elche, a los 44 años de edad, tras no superar un cáncer de páncreas diagnosticado un año antes.

## Selección nacional
Fue internacional absoluto con  la Selección de fútbol de Croacia en 22 ocasiones; también jugó partidos con Yugoslavia. Debutó con Croacia el 7 de julio de 1992, en un encuentro amistoso disputado ante Australia en Adelaida y que concluyó con victoria local por 3-1.
Estuvo presente en la Copa Mundial de Fútbol Juvenil de 1987 con la extinta Yugoslavia. La alineación que presentó el conjunto balcánico en la final fue la siguiente: Leković, Slavoljub Janković, Brnović, Dubravko Pavličić, Robert Jarni, Milan Pavlović, Boban, Gordan Petrić, Pero Skorić, Zoran Mijucić y Davor Šuker. También disputaron aquel campeonato hombres como Robert Prosinečki, Nikola Jerkan o Predrag Mijatović. En la Eurocopa 1996 de Inglaterra disputó dos de los cuatro encuentros de su selección, ante Turquía y Portugal.

### Participaciones en Copas del Mundo
| Eurocopa             | Sede  | Resultado |
| -------------------- | ----- | --------- |
| Mundial Juvenil 1987 | Chile | Campeón   |

- Campeón con Yugoslavia.

### Participaciones en Eurocopas
| Eurocopa      | Sede       | Resultado    |
| ------------- | ---------- | ------------ |
| Eurocopa 1996 | Inglaterra | 4.º de final |

## Clubes
| Club                    | País    | Año       |
| ----------------------- | ------- | --------- |
| NK Dinamo Zagreb        | Croacia | 1986-1990 |
| HNK Rijeka              | Croacia | 1990-1994 |
| Hércules CF             | España  | 1994-1997 |
| UD Salamanca            | España  | 1997-2000 |
| Racing de Ferrol        | España  | 2000-2001 |
| Sporting Plaza de Argel | España  | 2002-2003 |

## Palmarés

### Campeonatos nacionales
| Título           | Club        | País   | Año       |
| ---------------- | ----------- | ------ | --------- |
| Segunda División | Hércules CF | España | 1995-1996 |